# Okręg wyborczy South Hampshire
Okręg wyborczy South Hampshire, zwany również Hampshire South (oficjalna nazwa: Southern division of Hampshire), powstał w 1832 r. i wysyłał do brytyjskiej Izby Gmin dwóch deputowanych. Okręg został zniesiony w 1885 r.

## Deputowani do brytyjskiej Izby Gmin z okręgu South Hampshire
- 1832–1835: Henry Temple, 3. wicehrabia Palmerston, wigowie
- 1832–1835: sir George Thomas Staunton
- 1835–1842: John Willis Fleming, Partia Konserwatywna
- 1835–1857: Henry Combe Compton
- 1842–1852: lord Charles Wellesley
- 1852–1857: lord William Cholmondeley, Partia Konserwatywna
- 1857–1868: sir Jervoise Clarke-Jervoise
- 1857–1865: Ralph Heneage Dutton
- 1865–1868: Henry Hamlyn Fane
- 1868–1880: William Cowper-Temple, Partia Liberalna
- 1868–1884: lord Henry Montagu-Douglas-Scott, Partia Konserwatywna
- 1880–1885: Francis Compton
- 1884–1885: sir Frederick Fitzwygram